# Marin Glavaš
Marin Glavaš (Imoschi, 17 marzo 1992) è un calciatore croato, centrocampista dell'ASK Schlaining.

## Carriera
Ha giocato nella massima serie dei campionati croato, slovacco, armeno, sloveno e bosniaco.